# Singapur Open 1997
Die Singapur Open 1997 im Badminton fanden vom 21. bis zum 27. Juli 1997 statt.

## Sieger und Platzierte
| Disziplin    | Gold                             | Silber                         | Bronze                        |
| ------------ | -------------------------------- | ------------------------------ | ----------------------------- |
| Herreneinzel | Heryanto Arbi                    | Indra Wijaya                   | Ardy Wiranata                 |
| Herreneinzel | Heryanto Arbi                    | Indra Wijaya                   | Sun Jun                       |
| Dameneinzel  | Mia Audina                       | Gong Zhichao                   | Kim Ji-hyun                   |
| Dameneinzel  | Mia Audina                       | Gong Zhichao                   | Zhang Ning                    |
| Herrendoppel | Sigit Budiarto Candra Wijaya     | Lee Dong-soo Yoo Yong-sung     | Eng Hian Hermono Yuwono       |
| Herrendoppel | Sigit Budiarto Candra Wijaya     | Lee Dong-soo Yoo Yong-sung     | Davis Efraim Halim Haryanto   |
| Damendoppel  | Ge Fei Gu Jun                    | Indarti Issolina Deyana Lomban | Chung Jae-hee Yim Kyung-jin   |
| Damendoppel  | Ge Fei Gu Jun                    | Indarti Issolina Deyana Lomban | Huang Nanyan Liu Zhong        |
| Mixed        | Rosalina Riseu Bambang Suprianto | Kim Dong-moon Park So-yun      | Chung Jae-hee Yoo Yong-sung   |
| Mixed        | Rosalina Riseu Bambang Suprianto | Kim Dong-moon Park So-yun      | Wahyu Agung Rosalia Anastasia |

## Finalergebnisse
| Disziplin    | Sieger                           | Finalist                       | Ergebnis          |
| ------------ | -------------------------------- | ------------------------------ | ----------------- |
| Herreneinzel | Heryanto Arbi                    | Indra Wijaya                   | 3:15, 18:14, 15:9 |
| Dameneinzel  | Mia Audina                       | Gong Zhichao                   | 11:6, 11:6        |
| Herrendoppel | Candra Wijaya Sigit Budiarto     | Lee Dong-soo Yoo Yong-sung     | 15:8, 15:10       |
| Damendoppel  | Ge Fei Gu Jun                    | Indarti Issolina Deyana Lomban | 15:4, 15:9        |
| Mixed        | Bambang Suprianto Rosalina Riseu | Kim Dong-moon Park So-yun      | 15:13, 15:9       |